# Иван Генов (инженер)
Вижте пояснителната страница за други личности с името Иван Генов.
Иван Киров Генов е български инженер. Изпълнителен директор на АЕЦ „Козлодуй“ ЕАД през периода 2006 – 2009 г. Владее руски и английски език.
На 10 февруари 2023 г. Генов е санкциониран от правителството на САЩ по Закона „Магнитски“ заедно с други български висши държавни служители заради „широкото им участие в корупцията в България“.

## Биография
Иван Генов е роден 19 май 1953 година в село Гита, община Чирпан. Завършва атомни електроцентрали и установки в Московския енергетически институт и организация и управление на бизнеса в СА „Д. А. Ценов“ – Свищов. Специализира в Германия.
През 1980 година започва работа в АЕЦ „Козлодуй“. Преминава през всички длъжности в оперативното звено на блокове от 1 до 4 и стига до позицията „Дежурен инженер на блок“. Участва в пускането на блок 5 като дежурен инженер на смяна. В периода от 1991 до 2005 година е ръководител на направление „Експлоатация“ в Електропроизводство-2.
Преди избирането му за изпълнителен директор е член на съвета на директорите и заместник-изпълнителен директор на атомната централа.